# Anatole Lapine
Anatole Carl Lapine (* 23. Mai 1930 in Riga, Lettland; † 29. April 2012 in Baden-Baden) war Automobildesigner und hatte während seiner Zeit als Chefdesigner bei Porsche die Designs der Transaxle-Modelle in den 1970ern entworfen.

## Leben

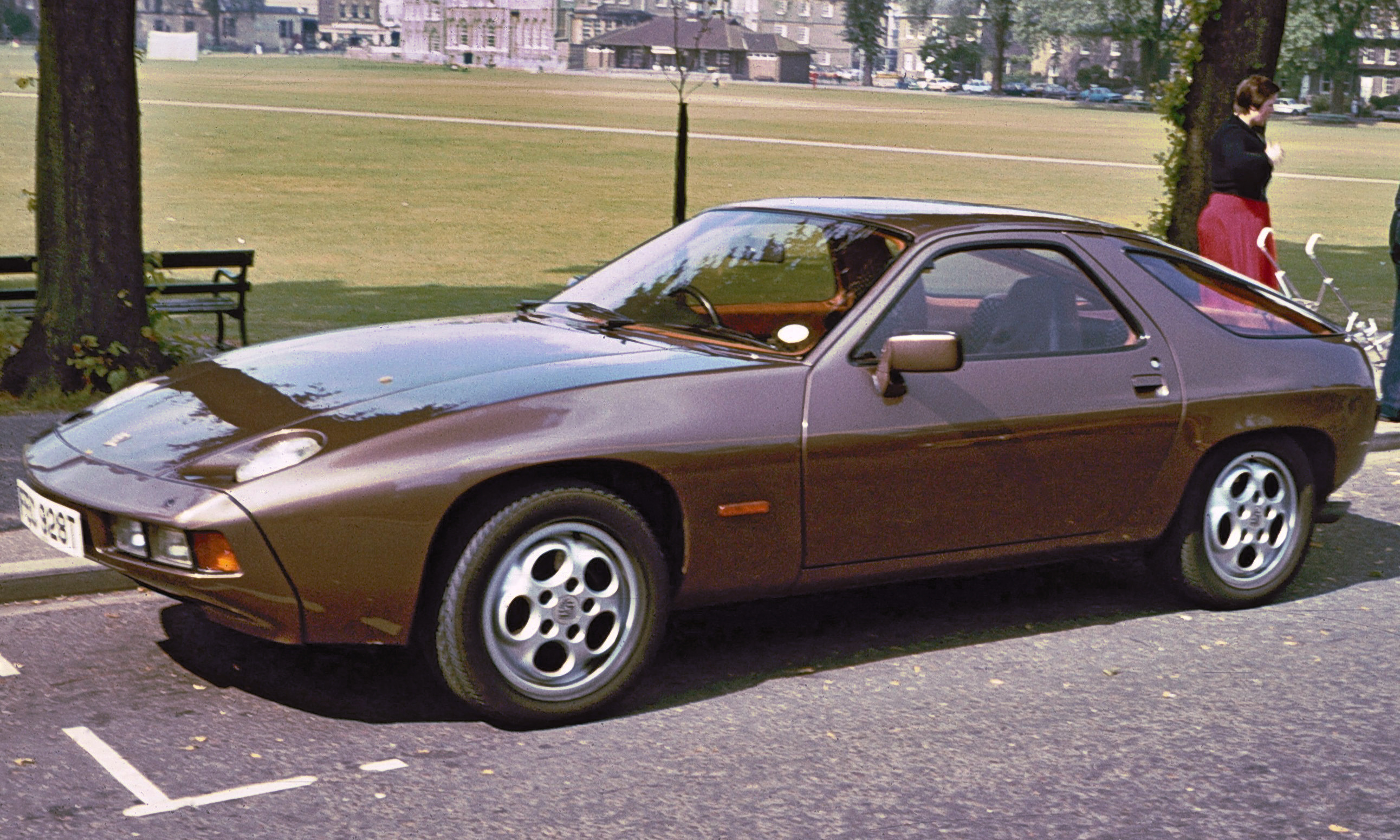
Mit dem Design des Porsche 928 erlangte Anatole Lapine Bekanntheit

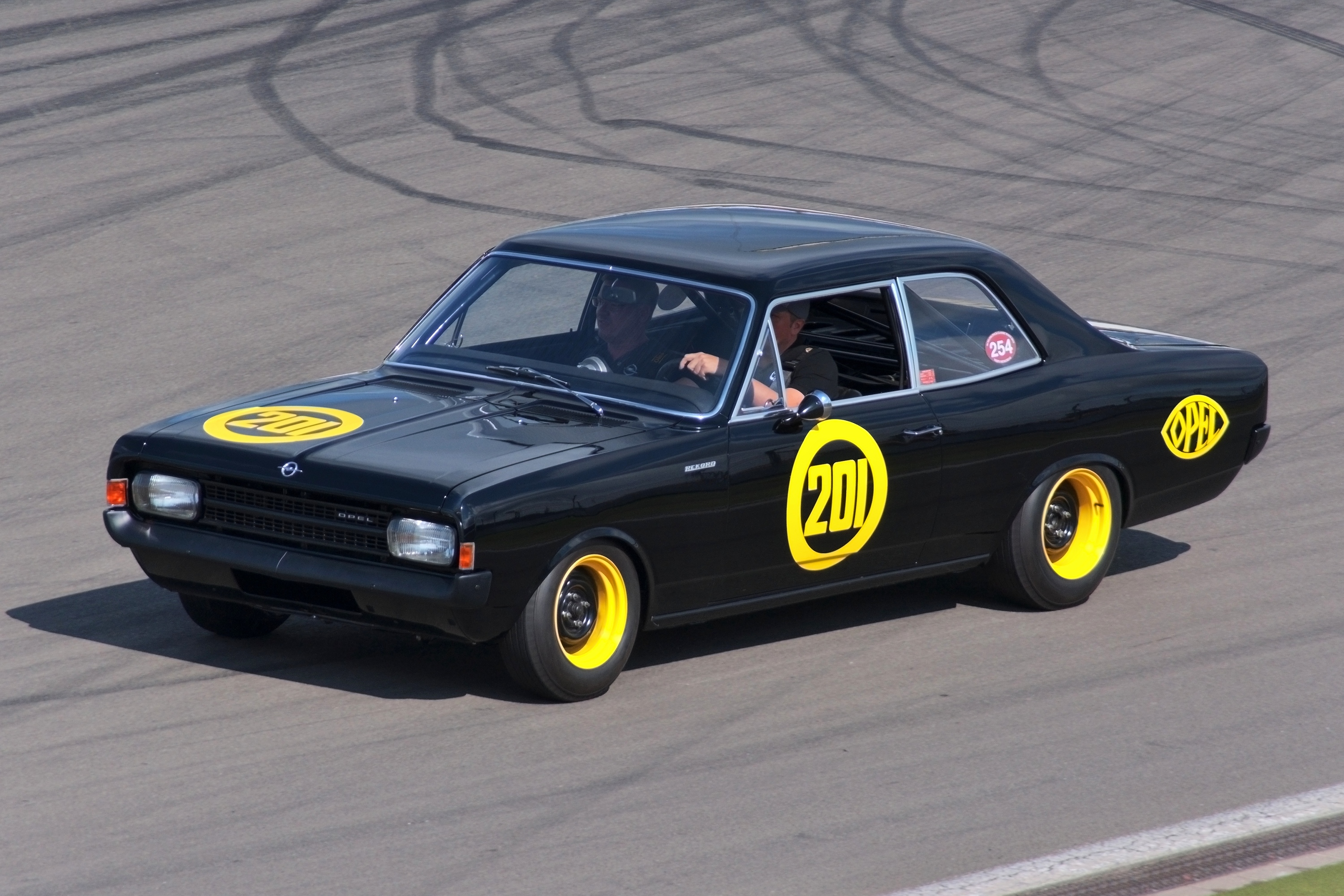
Opel Rekord C Schwarze Witwe, Nachbau von Opel Classic

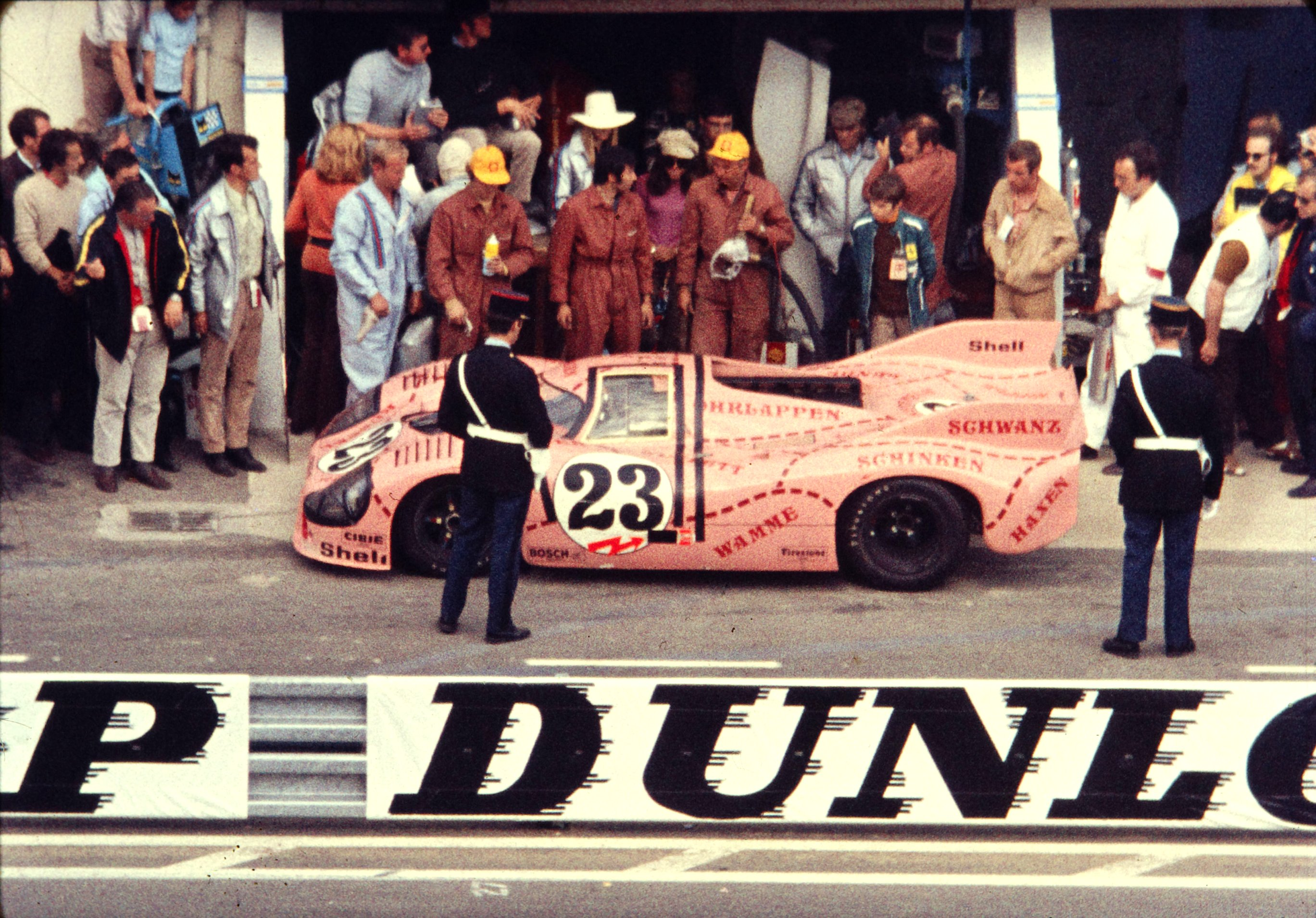
Die von Lapine gestaltete „Sau“ beim Boxenstopp in Le Mans 1971

Nach Ende des Zweiten Weltkrieges erlernte er in Hamburg bei Daimler-Benz den Beruf des Autoschlossers. Im Anschluss daran besuchte er die Wagenbauschule.
Im Jahr 1951 begann Lapine bei General Motors in der Karosserie-Vorausentwicklung seine berufliche Laufbahn. Nach 14 Jahren in den USA kehrte er 1965 wieder nach Deutschland zurück und übernahm die Leitung des Forschungszentrums bei Opel.
In dieser Zeit zeichnete Lapine für die geheime Entwicklung einer Rennsportversion des Opel Rekord C verantwortlich, die unter dem Namen Schwarze Witwe bekannt wurde. Dieses Fahrzeug wurde unter anderem von Erich Bitter und Niki Lauda bei Rennen eingesetzt. Kurz vor seinem Tod trug er zum Nachbau dieses nicht mehr existenten Fahrzeugs bei.
Er arbeitete an dem Nachfolgemodell des Ur-Elfers.
Am 15. April 1969 wurde Lapine Chefdesigner bei Porsche und übte diese Funktion bis 1988 aus. In dieser Zeit entstanden unter seiner Leitung die Frontmotor-Modelle 924, 928 und 944. Diese bei ihrer Einführung wegen des Designs teilweise umstrittenen Sportwagen gelten inzwischen als Klassiker.
Außerdem gestaltete er die Form der so genannten G-Serie des Porsche 911. Die Faltenbälge an den Stoßstangen und die Prallflächen der Amerika-Version gehen wie die mattschwarzen Fensterrahmen und Türgriffe, der Wegfall von Chromschmuck und der von schwarzem Gummi umrahmte Heckspoiler auf Lapine zurück.